# Милхајм на Мајни
Милхајм на Мајни (њем. Mühlheim am Main) град је у њемачкој савезној држави Хесен. Једно је од 13 општинских средишта округа Офенбах. Према процјени из 2010. у граду је живјело 26.708 становника. Посједује регионалну шифру (AGS) 6438008.

## Географски и демографски подаци
Милхајм на Мајни се налази у савезној држави Хесен у округу Офенбах. Град се налази на надморској висини од 103 метра. Површина општине износи 20,7 km². У самом граду је, према процјени из 2010. године, живјело 26.708 становника. Просјечна густина становништва износи 1.292 становника/km².

## Међународна сарадња
| Мјесто | Држава    | Врста сарадње | Од    |
| ------ | --------- | ------------- | ----- |
|        | Француска | партнерство   | 1966. |
| Извор  |           |               |       |